# Virtual Insanity
Virtual insanity is een single uit 1996 van Jamiroquai. De single is afkomstig van hun derde album Travelling without moving.
Virtual insanity werd meest bekend door een destijds opvallende videoclip. Leadzanger Jay Kay zingt het lied in een grijswitte kamer. In die kamer staan steeds wisselende combinaties van banken en stoelen. Deze lijken binnen die kamer te bewegen, terwijl ook zichtbaar is dat de vloer van de kamer beweegt. Hij won de MTV Video Music Award in 1997.

## Hitnotering
In het Verenigd Koninkrijk stond het lied elf weken in de UK Singles Chart en haalde het de derde plaats. In de Verenigde Staten belandde het in een aantal niche-hitlijsten, de Billboard Hot 100 werd echter niet bereikt. Ook in Nederland en België liep de verkoop matig. Virtual insanity kwam daar niet verder dan de tipparades.

### NPO Radio 2 Top 2000
| Nummer met noteringen in de NPO Radio 2 Top 2000 | '14  | '15  | '16  | '17  | '18  | '19  | '20  | '21  | '22  | '23  | '24  |
| ------------------------------------------------ | ---- | ---- | ---- | ---- | ---- | ---- | ---- | ---- | ---- | ---- | ---- |
| Virtual Insanity                                 | 1755 | 1600 | 1682 | 1618 | 1653 | 1762 | 1809 | 1728 | 1740 | 1678 | 1449 |

1. ↑  Een vetgedrukt getal geeft de hoogste notering aan.
2. ↑  2014 was het eerste jaar met een notering voor dit nummer.